# Adrian Lema
Adrian Lema (født 19. februar 1981 i Helsingør) er chef for Nationalt Center for Klimaforskning og afdelingschef i DMI. Adrian Lema er uddannet Cand.scient.soc. på Roskilde Universitet i 2006, og er  formand for Den danske, grønlandske og færøske komité for FN’s Tiår for havet og medlem af UNESCOs Ocean Decade Advisory Board. Han repræsenterer også Danmark på plenarmøderne i FN’s Klimapanel, IPCC. Han har tidligere arbejdet i en række ministerier, herunder Udenrigsministeriet, Uddannelses- og Forskningsministeriet og Klima- og Energiministeriet og FN’s Miljøprogram UNEP.